# Pontus Gårdinger
Pontus Joakim Gårdinger, född 20 juli 1964 i Enskede-Årsta församling i Stockholm, är en svensk programpresentatör, programledare och producent i TV. Han är son till radioprataren Lennart Gårdinger och far till skådespelaren Malte Gårdinger.

## Biografi
Gårdinger har varit programledare på Kanal 5 för en rad program, bland annat Mullvaden, Förnimmelse av mord, Miljonärerna och Sanningens ögonblick. Tidigare har han jobbat som fotomodell och varit programledare på SVT, bland annat för Melodifestivalen 1996 och 900 sekunder
Pontus Gårdinger vann tävlingen Pokermiljonen 2007, där förstapriset var en miljon kronor.
Under hösten 2014 och vintern 2015 ledde Pontus Gårdinger Jeopardy på TV8.
Gårdinger har också varit producent för program som Grattis världen, Mästarnas Mästare, Tjuv och polis, Gladiatorerna och Ett jobb för Berg. Vid Riagalan 2023 utsågs Gårdinger till Årets producent för sin insats som producent för The Journey.

### Teater
Gårdinger har spelat huvudrollen i teaterpjäsen Ensamheten är inte så vacker (som den ibland kan verka).

### Reklamfilm
Som upptakt till långfilmen Snart är det lördag igen har Gårdinger även synts i reklamfilmer för Norrlands Guld under 2006.

## Filmografi (urval)
- 1995 – NileCity 105,6 (TV-serie) - Jimmy
- 2000 – Naken - klädförsäljare
- 2001 – Pusselbitar (TV-serie) - pappa på BB
- 2002 – Hundtricket - en förvrängd bild av sig själv
- 2007 – Bakom Snart är det lördag igen - sig själv
- 2010 – Vem kan slå Filip och Fredrik (TV-serie) - programledare
- 2013 – Min man kan (TV-serie) - programledare